# Wagirlor
Wagirlor is een bestuurslaag in het regentschap Ponorogo van de provincie Oost-Java, Indonesië. Wagirlor telt 3420 inwoners (volkstelling 2010).